# Kostel Nejsvětější Trojice (Jiřetín pod Jedlovou)
Kostel Nejsvětější Trojice v Jiřetíně pod Jedlovou je římskokatolický farní kostel uprostřed náměstí Jiřího v Jiřetíně pod Jedlovou na Děčínsku. Náleží do správy jiřetínské farnosti děčínského vikariátu v Litoměřické diecézi. Jihovýchodně od kostela se nachází velká barokní fara a na ploše náměstí je několik barokních soch světců. Od roku 1966 je kostel chráněn jako kulturní památka.

## Historie

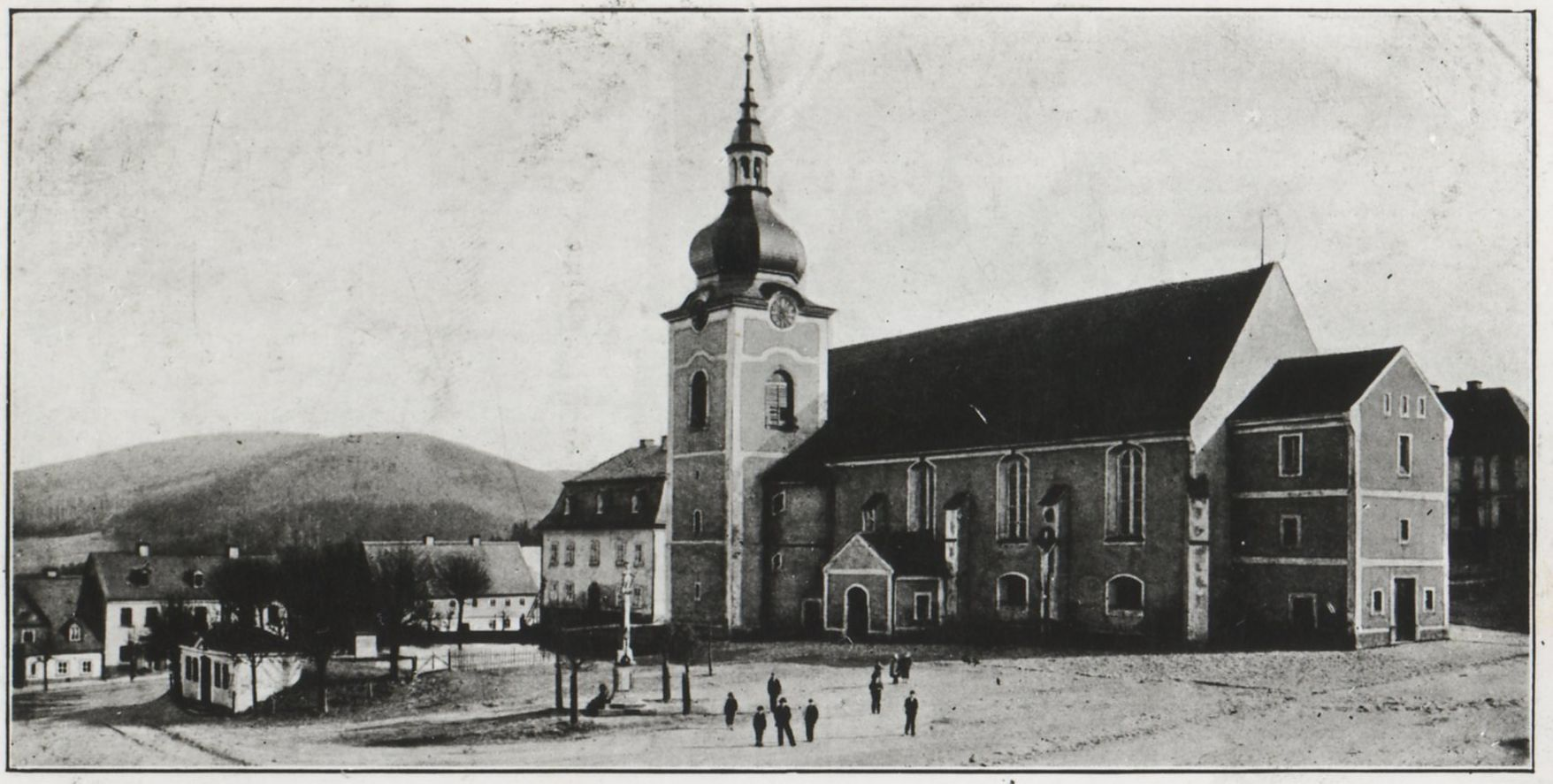
Pohled na kostel v Jiřetíně pod Jedlovou v roce 1895

Kostel byl původně postaven jako luteránský. Výstavba byla zahájena v roce 1587 nebo 1590 a byl vysvěcen v roce 1612, rok po dokončení stavebních prací. Pozdně barokní úpravy proběhly na přelomu 18. a 19. století. Střecha kostela bývala až do roku 1846 šindelová, poté byla nahrazena pálenou krytinou. Současně byly pořízeny čtyři ciferníky věžních hodin. Do té doby býval pouze jeden na severní straně.

## Architektura

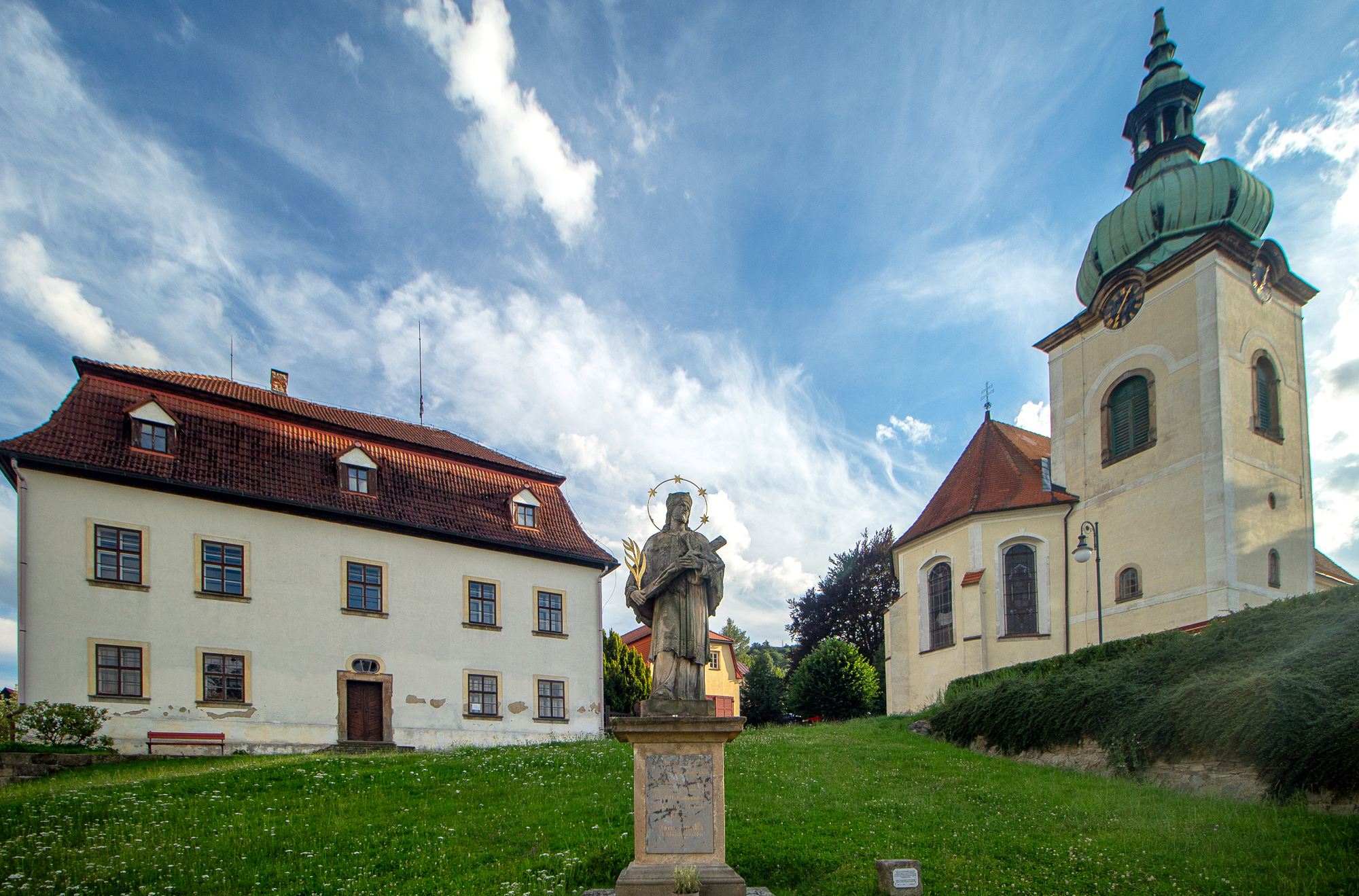
Kostel a fara v Jiřetíně pod Jedlovou

Stavba je jednolodní, obdélná. Kostel má obdélný trojboce ukončený presbytář. Po severní straně se nachází hranolová barokní věž. Na severní a západní straně lodi je obdélná předsíň.
Kostel je členěn obdélnými okny s polokruhovým záklenkem a opěrnými pilíři. Vstupní portál je na severní straně lodi hrotitý, po stranách má niky. Presbytář je sklenut valenou klenbou s lunetami a hřebínky, která dosedá na pilířky s římsovou hlavicí. Triumfální oblouk je polokruhý. Loď má plochý strop. Z presbytáře vede do sakristie v podvěží hrotitý portál. V lodi se nachází dřevěná tříramenná empora.

### Zařízení

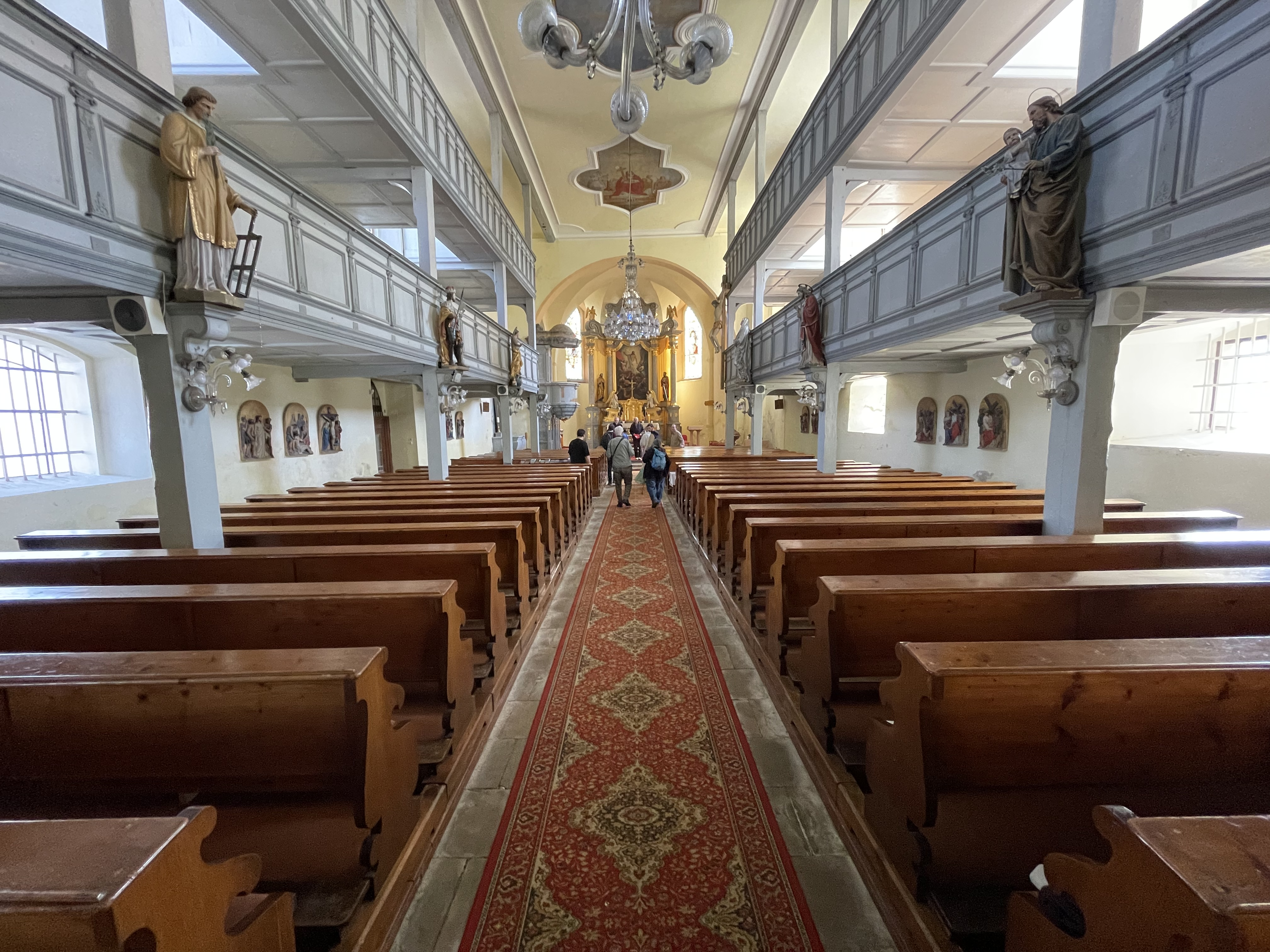
Interiér kostela

Zařízení kostela je barokní. Hlavní oltář pochází z 18. století a jsou na něm sochy sv. Petra a sv. Pavla novějšího data. Dva oltářní obrazy (Nejsvětější Trojice a Zmrtvýchvstání Páně) jsou dílem jiřetínského rodáka Johanna Birnbauma (1793–1872). Dva boční protějškové oltáře se sochou sv. Josefa a sochou Kristovou pocházejí ze druhé poloviny 18. století. Dva protějškové oltáře Panny Marie a Krista jsou z období kolem roku 1800. Kazatelna z období kolem roku 1800 je spojená se zpovědnicí a nese luisézní ornament a reliéf Dobrého pastýře. Panské lavice jsou z 18. století. Na konzolách na empoře se nacházejí barokní sochy z 18. století. Jsou jimi sochy: sv. Vavřince, Immaculaty, sv. Jana Nepomuckého, sv. Kateřiny a Ukřižování s Bolestnou Pannou Marií. V kostele se nachází také barokní socha sv. Václava a obraz sv. Šebestiána podle Tintoretta. Na kruchtě je obraz sv. Cecilie z první poloviny 19. století.

## Okolí kostela
Naproti kostelu stojí barokní fara z druhé poloviny 18. století. V rekonstruované budově bývalé fary bylo v roce 1998 otevřeno malé Hornické muzeum. Socha sv. Vavřince nedaleko kostela je z roku 1716.

## Galerie

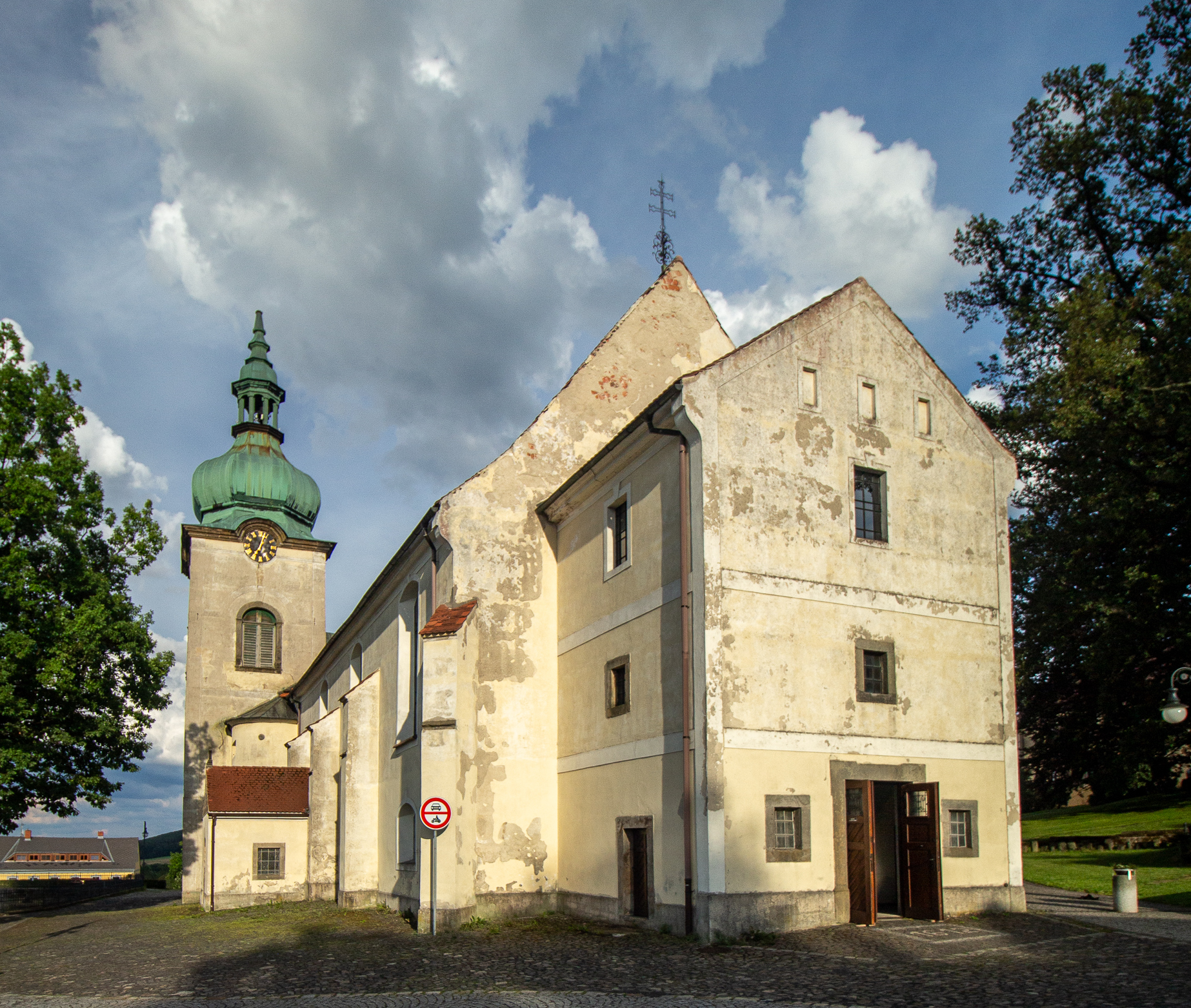
Vstup do kostela
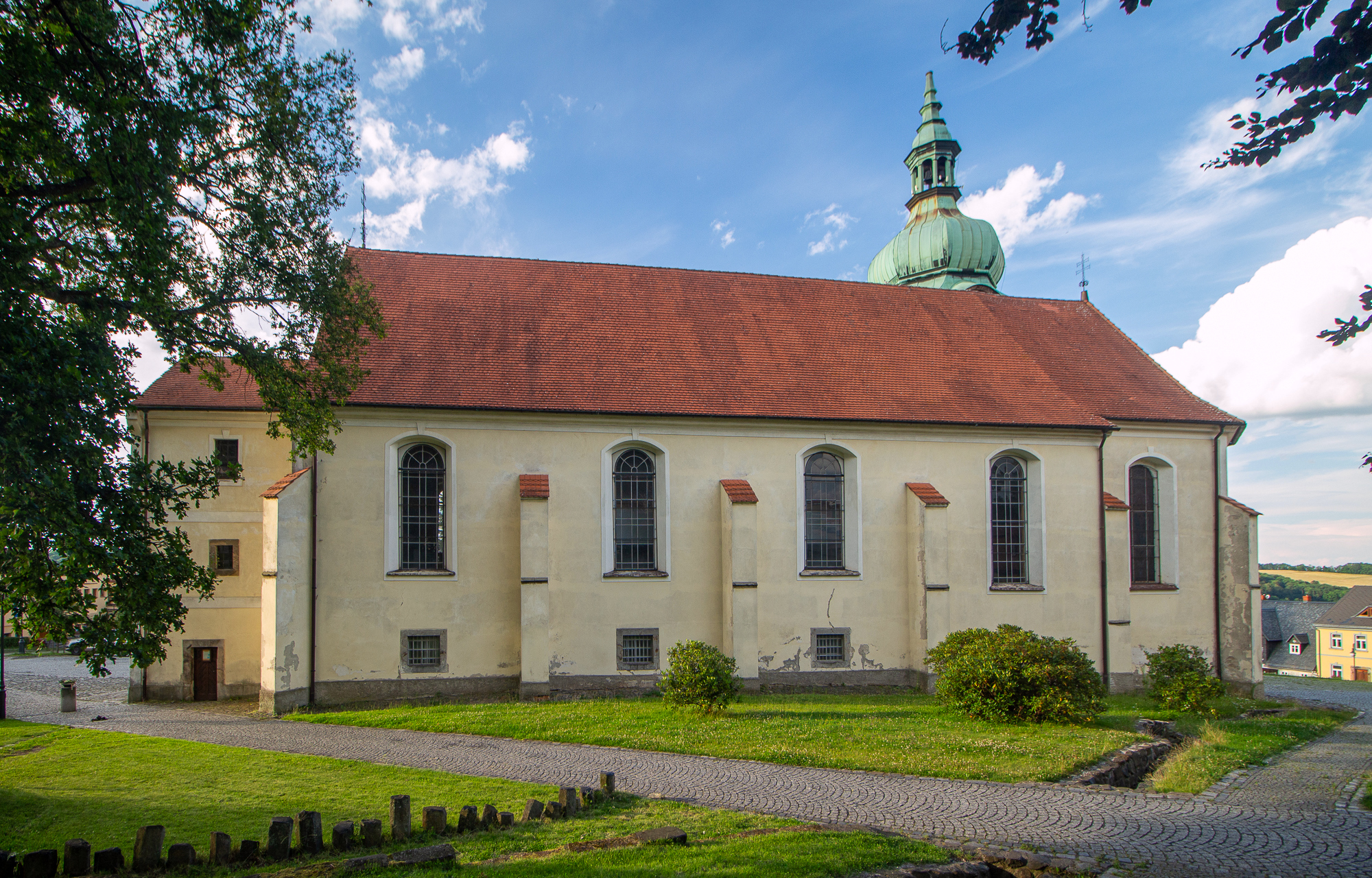
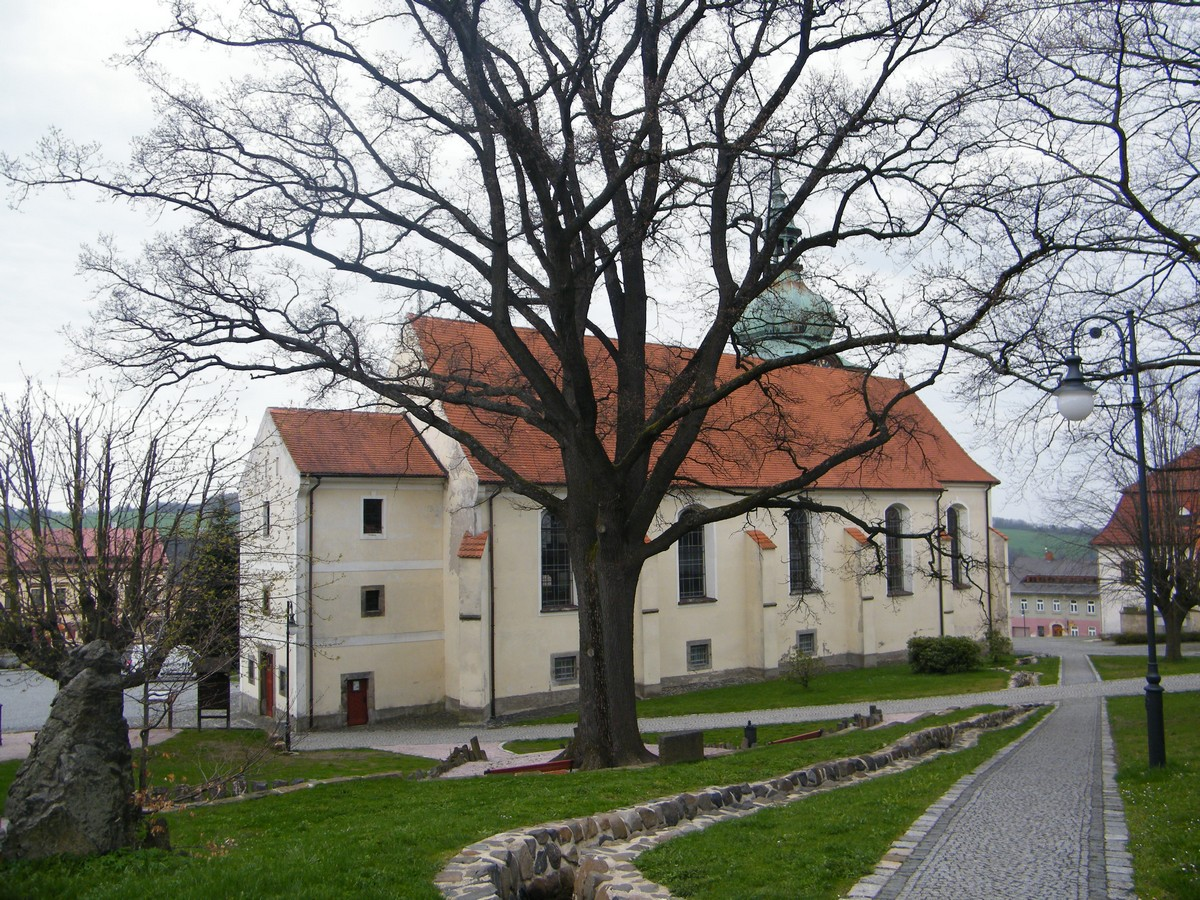
Kostel
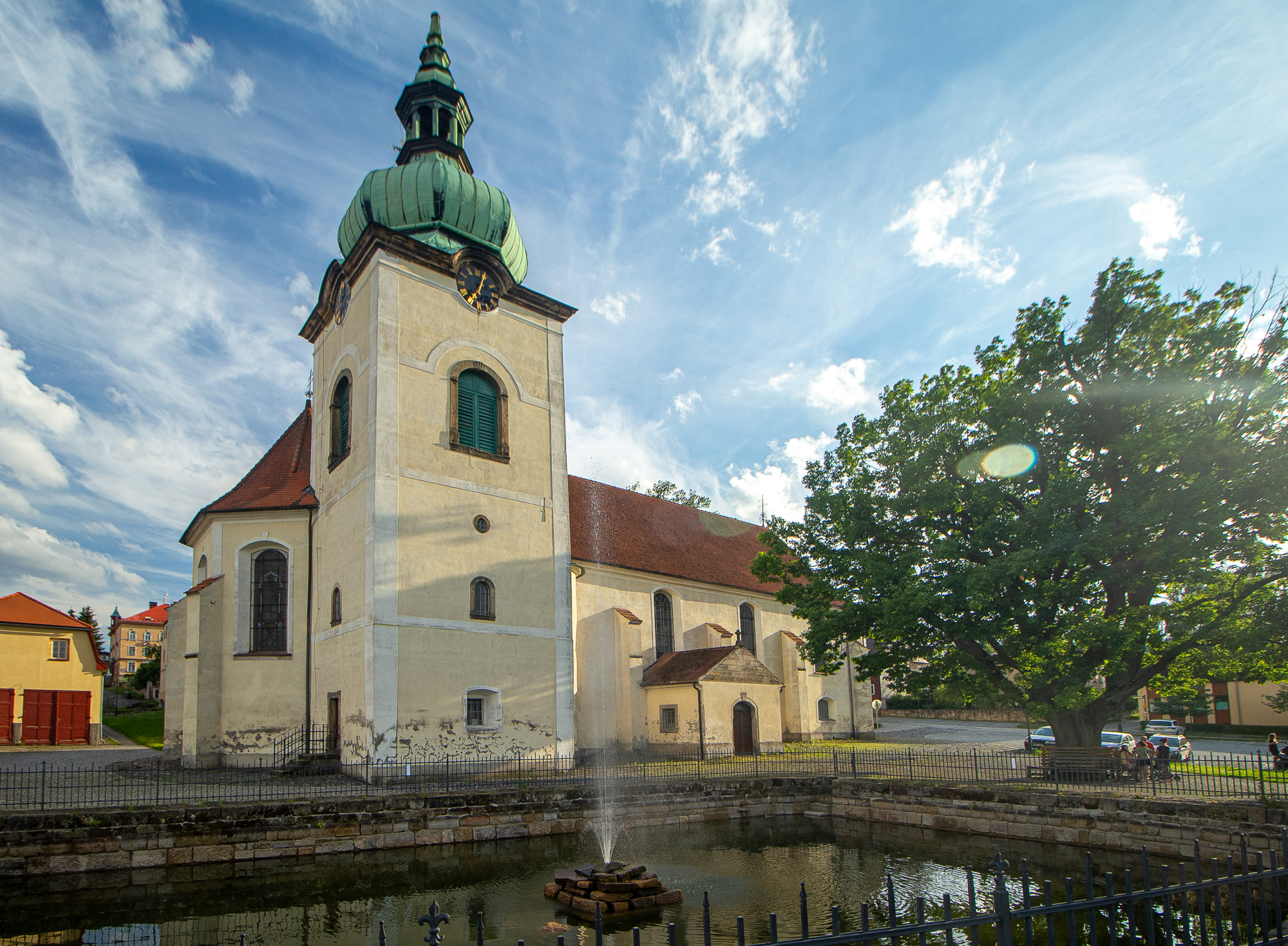
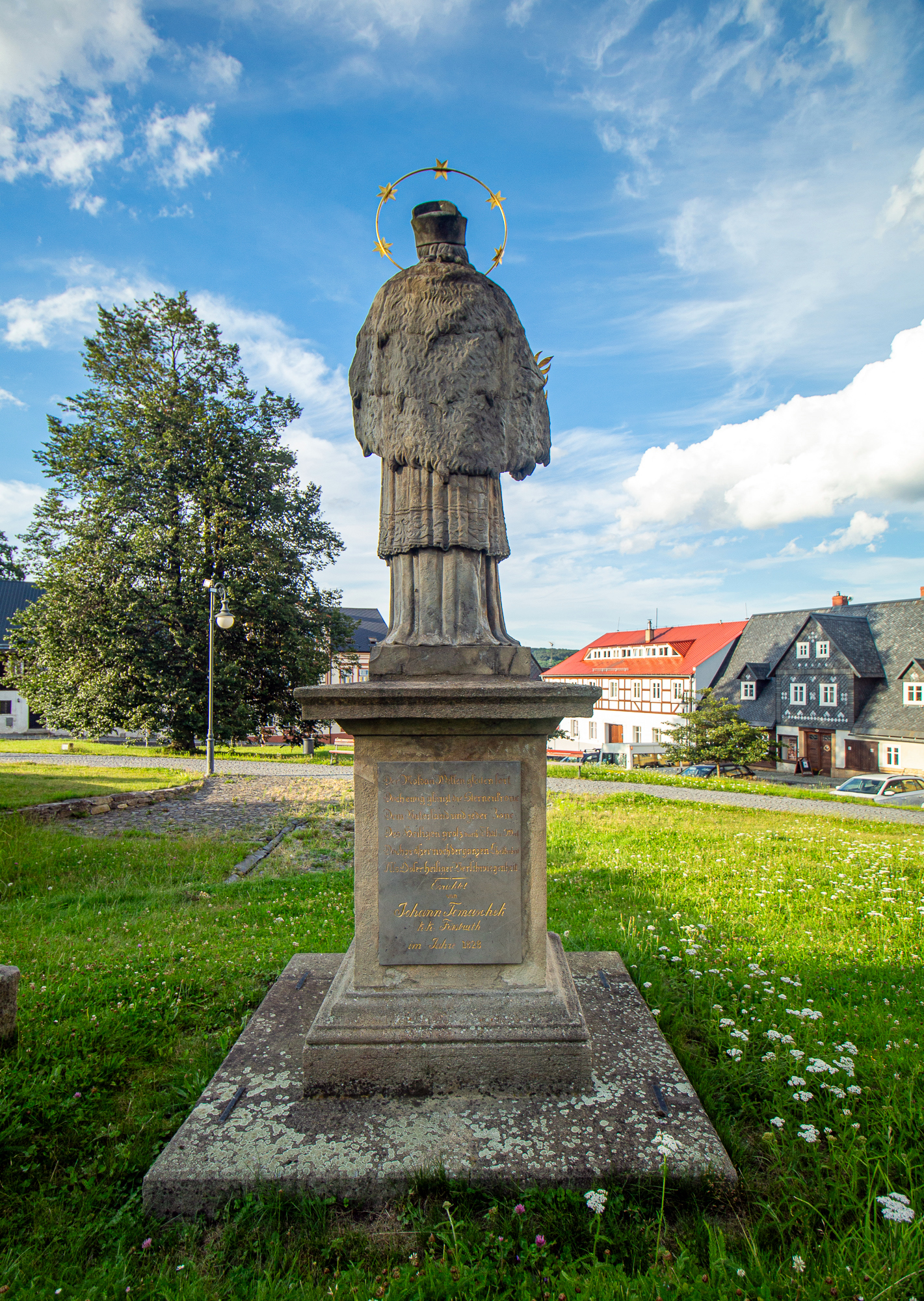
Socha sv. Jana Nepomuckého
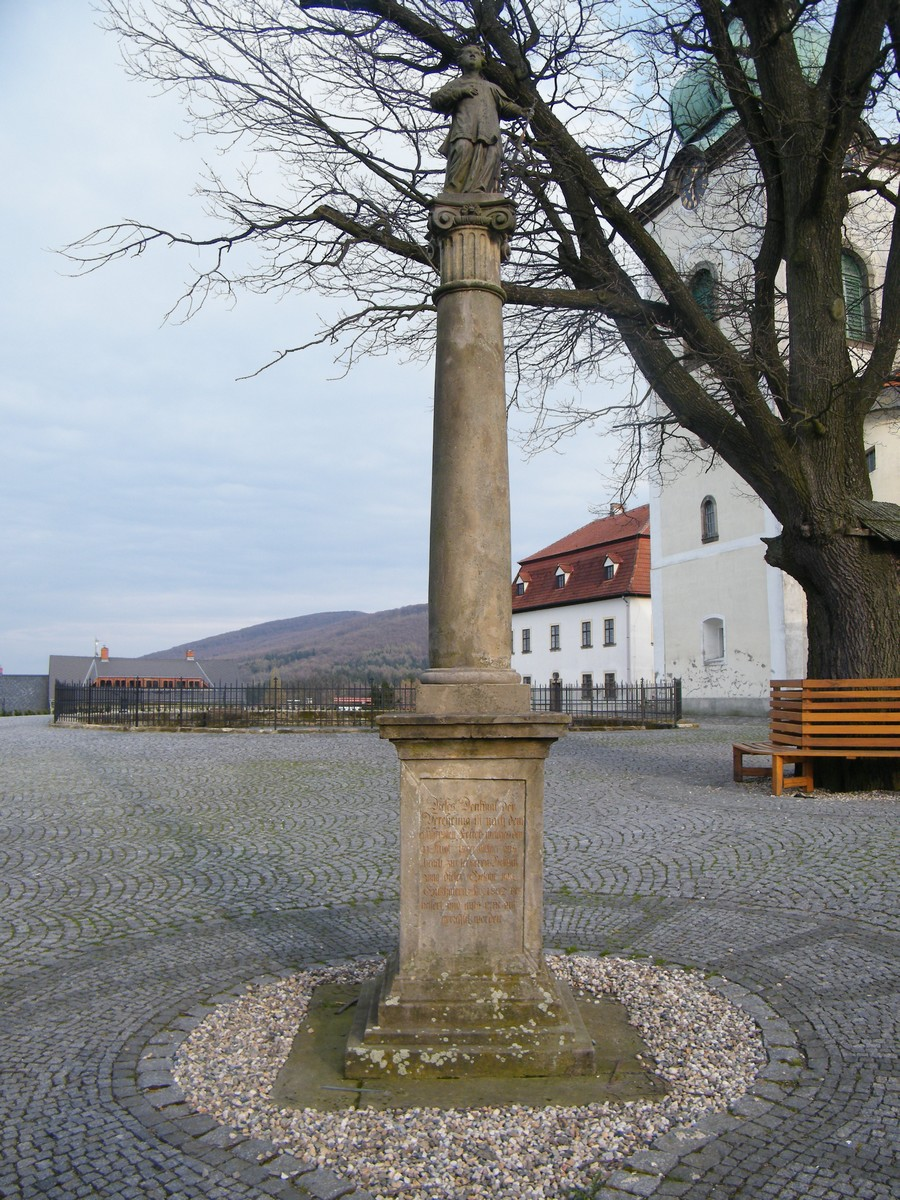
Sloup se sochou sv. Vavřince
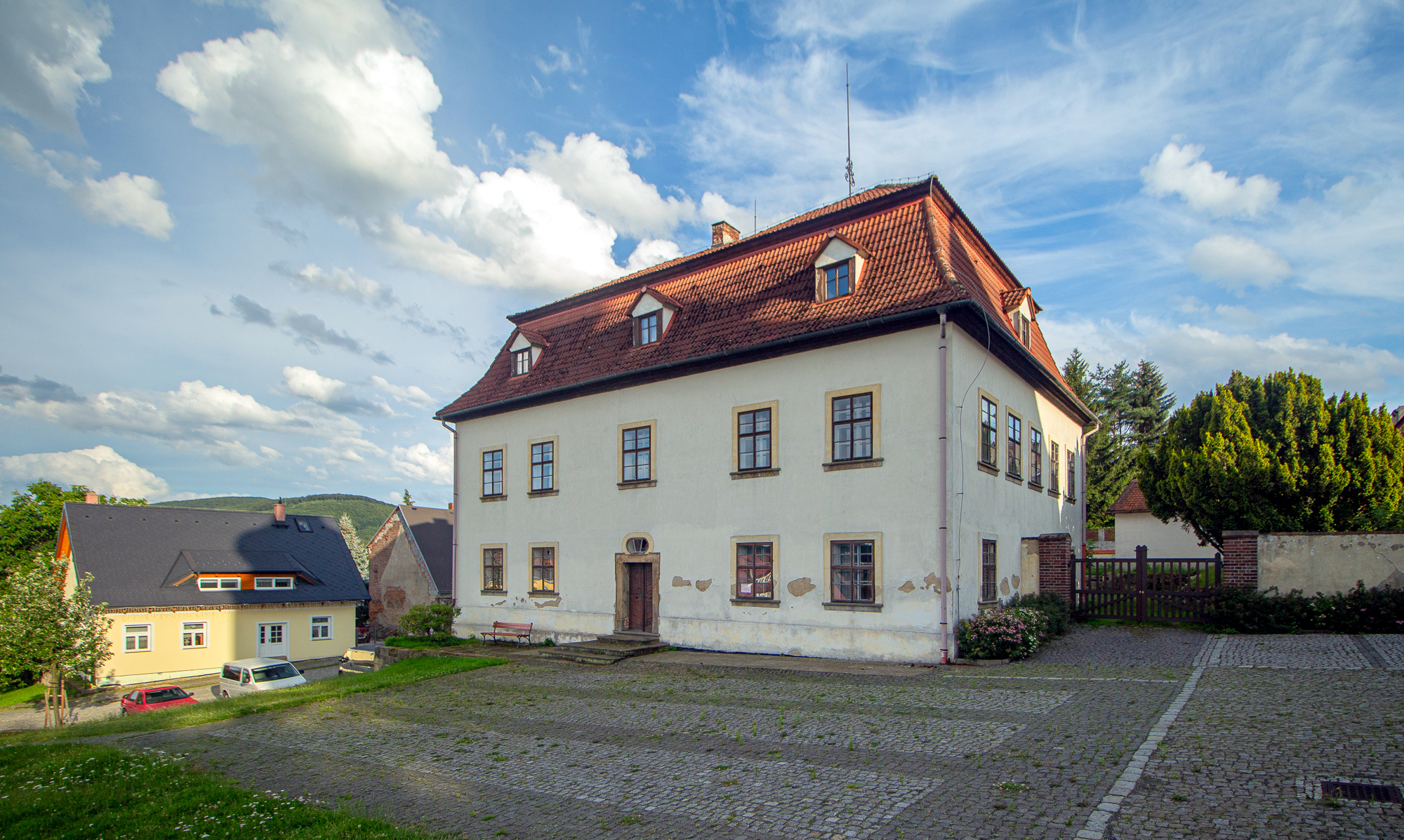
Jiřetínská fara